# Phylloscartes kronei
A Phylloscartes kronei a madarak (Aves) osztályának verébalakúak (Passeriformes) rendjébe és a királygébicsfélék (Tyrannidae) családjába tartozó faj.

## Rendszerezése
A fajt Edwin O'Neill Willis és Yoshika Oniki írták le 1887-ben.

## Előfordulása
Brazília délkeleti részén, az Atlanti-óceán partvidékén honos. Természetes élőhelyei a  szubtrópusi vagy trópusi síkvidéki esőerdők és cserjések, lápok, mocsarak, folyók és patakok környékén.  Állandó, nem vonuló faj.

## Megjelenése
Testhossza 12 centiméter, testtömege 8-9 gramm.

## Természetvédelmi helyzete
Az elterjedési területe nagyon nagy, egyedszáma ugyan csökken, de még nem éri el a kritikus szintet. A Természetvédelmi Világszövetség Vörös listáján nem fenyegetett fajként szerepel.